# Інгвар Мандрівник

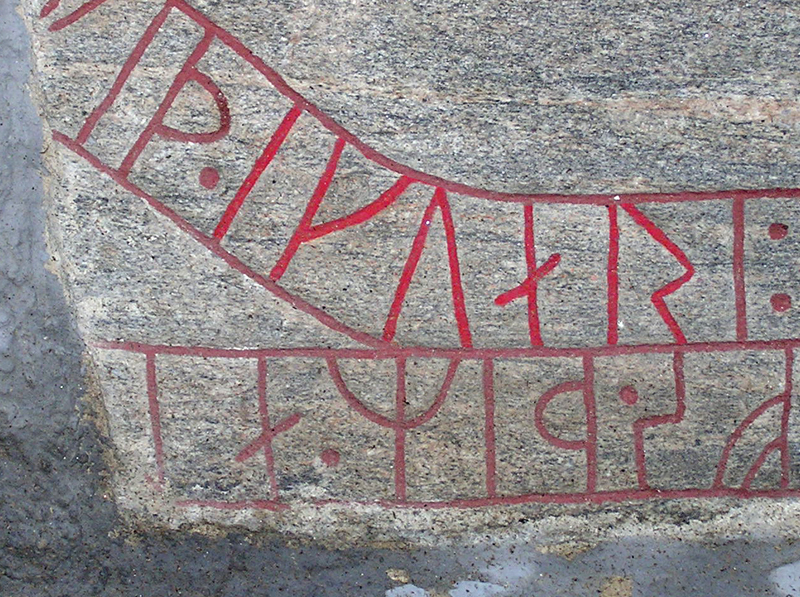
Написи про подорожі Інгвара на рунічному камені Sö 281.

Інгвар Мандрівник (Давньоскандинавська мова: Yngvarr víðförli, Шведською: Ingvar Vittfarne) був відомим (але не вирізнявся успішними діями) вікінгом, який воював проти Абасидів у 1036—1042 рр. Написи вказують на те, що він розпочав експедиції проти варварів-сарацинів і далі намагався досягти Сходу, Великої Індії, щоб встановити торгові зв'язки.
Про похід Інгвара збереглись свідчення на Каменях Інгвара, де були записані імена його учасників. Більшість цих каменів знаходиться поблизу озера Меларен в Швеції. Камінь брата Інгвара розповідає, що вони разом пішли за золотом на схід і померли на землі Аббасидів (Серкланд) (камень Sö 179).
Інгвару Мандрівнику також присвячена велика частина «Саги про Інгвара Мандрівника». Сага детально описує дитинство Інгвара, згодом розповідає про його похід, доповнюючи розповіді містикою.

## Життя

#### Походження
Існує три теорії походження Інгвара. Відповідно до першої теорії:
1) «Сага про Інгвара Мандрівника» Інгвар це син варяга Еймунда, якого породив хевдінг Акі і донька шведського короля Ейріка Побідоносного. (Версію підтримують Otto von Friesen та Єлена Мельникова).
2) Згідно каменів U 513, U 540, Sö 179 и Sö 279 Інгвар це син шведського короля Еймунда Старого й онук Олафа Шетконунга. Дана версія порушує хронологію оповіді і зв'язки між персонажами  «Сага про Інгвара Мандрівника». (Версія висунута F. Braun).
3) Засновуючись на датуванні «Каменів Інгвара» (початок XI століття), яке запропонувала Elias Wessén і Sune Lindquist, була висунута версія про існування принца Еймунда. За цією версією Інгвар є сином шведського принца Еймунда, брата Олафа Шеткоонунга і сина Ейріка Побідоносного. (Версія висунута Lauritz Weibull (1911) та J. Svennung (1966)).
Цілком можливо, що це був король Анунд Якоб, або його брат, або їхній наступник — Емунд Старий, який зібрав шведський ладанг.
Анунд Якоб був братом Інгегерд Олофсдотер, яка була одружена з новгородським Ярославом І, який 1019 р. переміг брата Святополка. Це було зроблено за допомогою варягів, і, відповідно до саги Інгвара, їх очолив батько Інгвара Еймунд.
Суперечки про походження Інгвара виникли ще в XIII—XIV століттях, коли приблизно була записана «Сага про Інгвара Мандрівника». Той, хто записав — у кінці тексту додав від себе"

Але ми знаємо, що деякі з тих хто розповідають саги говорять, що Інгвар був сином Енунда Олавссона, тому що їм здається, ніби йому додасться честі, якщо його будуть називати сином конунга.

#### Дитинство
В деяких версіях він доводився племіником чи двоюрідним племіником Інгігерд, дружині Ярослава Мудрого. Провів 3 роки при їхньому дворі.
Можливим роком народження Інгвара є 1010 рік.
В «Сазі про Інгвара Мандрівника» є тільки один епізод з дитинства Інгвара і стосується він того, як він і Анунд, син Олафа Шетконунга, помирили батька Інгвара Еймунда і короля Олафа.

#### Похід
Коли Інгвар став дорослим, він почав добиватися від Олафа Шетконунга звання конунга. Але той відмовив Інгвару і хлопець поїхав в гардарікі та вирішив піти на Абассидів, дістатись туди планував річками.
У 1030 році він відвідав Ані, столицю Вірменського королівства.
Пізніше у Ярослава були проблеми з печенігами, кочовими племенами. Експедиція декілька років перебувала в Києві, воюючи проти печенігів, потім у 1042 р. вони відправилися до Чорного моря до країни (християнської), що називається Сьоркланд («Країна сарацинів», тут мала на увазі Грузію), де вони брали участь у битві Сасіріті разом з грузинською королівською сім'єю проти грузинських повстанців і візантійських сил.

## Після подорожі
В ході експедиції він навертає деякі народи та країни в християнство, бере участь у війні між місцевими лідерами найпевніше що в Грузії, можливо зіштовхується із греками та «грецьким вогнем», втрачає багато своїх людей і помирає від хвороби. Його ховають в Цитополі (Citopolim) за християнськими звичаями у спеціально зробленій для поховання каплиці, хоча трактування доволі різні.
Згідно «Саги про Інгвара Мандрівника» частина людей (один корабель) Інгвара повернулась в Швецію, а син Інгвара Свен повторив похід батька, взяв за жінку Сількісів і укріпив віру в Христа в усьому королівстві, а згодом повернувся у Швецію. Із 26 каменів, які дійшли до нас «Камені Інгвара» в жодному немає згадки про повернення із походу Інгвара. Всі вони, як правило, закінчуються як і камінь Гарольда:

«'…dou sunnarla a Særklandi.»'